# Sportåret 1921

## Händelser

### Allmänt
- Idrottsarenan Rimnersvallen invigs i Uddevalla.

### Bandy
- 6 mars - IK Sirius blir svenska mästare genom att finalslå IFK Uppsala med 5-2 i omspelsfinalen på Stockholms stadion.[1]

### Baseboll
- 5 augusti - I USA sänds för första gången en basebollmatch direkt i radio när Pittsburgh Pirates besegrar Philadelphia Phillies med 8-5.[2]
- 13 oktober - National League-mästarna New York Giants vinner World Series med 5-3 i matcher över American League-mästarna New York Yankees.[3]

### Boxning
- 11 april - Världens första sportsändning någonsin i radio sänds över stationen KDKA i USA av Florent Gibson från tidningen Pittsburg Star. Evenemanget är en boxningsmatch mellan Johnny Ray och Johnny Dundee vid Motor Square, Pittsburgh.[4]

### Fotboll
- 23 april - Tottenham Hotspur FC vinner FA-cupfinalen mot Wolverhampton Wanderers FC med 1-0 på Stamford Bridge.[5]
- 16 oktober – IFK Eskilstuna blir svenska mästare efter finalseger med 2–1 över IK Sleipner. Matchen spelas på Stockholms stadion.[6]
- 30 oktober – Argentina vinner sydamerikanska mästerskapet i Buenos Aires före Brasilien och Uruguay.[7]
- 18 december - Portugal spelar sin första officiella landskamp i fotboll, då man i Madrid förlorar med 1-3 mot Spanien.[8]
- Okänt datum – Örgryte IS vinner Svenska serien.
- Okänt datum – Akademisk Boldklub blir danska mästare.

### Friidrott
- Frank Zuna, USA vinner Boston Marathon.[9]

- 24 mars - Kvinnliga friidrottsspelen inleds, Monte Carlo

### Ishockey
- 30 januari - Den första ishockeymatchen i Sverige spelas. IFK Uppsala slår Berliner SC 4-1 inför 2 022 åskådare på Stockholms stadion.[10][11]
- 23 februari - Europamästerskapet spelas i Sverige. Endast två lag deltar. Sverige slår Tjeckoslovakien med 7-4 på Stockholms stadion.[12]
- 4 april - Ottawa Senators besegrar Vancouver Millionaires med 4–1 i finalmatcher i kampen om Stanley Cup.

### Längdskidåkning
- SM på 30 km vinns av Anders Persson, Bollnäs GIF för fjärde gången. Lagtävlingen vinns av Hudiksvalls IF
- SM på 60 km vinns av Per-Erik Hedlund, Särna SK. Lagtävlingen vinns av IFK Norsjö

### Sportskytte
- Janich vinner tyska mästerskapet med en Ortgies halvautomatisk pistol.[13]

### Tennis
- 5 september - USA vinner International Lawn Tennis Challenge 1920, som slutspelas på nyårsdagen, genom att finalbesegra Australien med 5-0 i Auckland.[14]
- 5 september - USA vinner International Lawn Tennis Challenge 1921 genom att finalbesegra Japan med 5-0 i New York.[15]

## Födda
- 21 mars
  - Paco Godia, spansk racerförare.
  - Bengt Grive, svensk journalist och tv-sportkommentator.
- 28 mars - Nils Bergström, svensk bandyspelare.
- 7 juli - Ezzard Charles, amerikansk boxare.
- 1 augusti - Jack Kramer, amerikansk tennisspelare.
- 4 augusti - Maurice Richard, The Rocket, kanadensisk ishockeyspelare.
- 19 oktober - Gunnar Nordahl, svensk fotbollsspelare.

## Avlidna
- 4 september -  James Young, skotsk fotbollsspelare (motorcykelolycka), (född 1882) [16]

## Rekord

### Friidrott
- 21 april – Charles Paddock, USA förbättrar världsrekordet på 100 m till 10,4 sek
- 22 juni – Paavo Nurmi, Finland förbättrar världsrekordet på 10 000 m till 30.40,2 min
- 21 juli – New York Athletic Club, USA förbättrar världsrekordet på 4 x 200 m till 1.27,4 min
- 23 juli – Ned Gourdin, USA förbättrar världsrekordet i längdhopp till 7,69 m
- 7 augusti – Franska klubblaget Fémina Sport sätter världsrekord[17] i stafettlöpning 10 x 100 meter damer (med Germaine Delapierre, Suzanne Liébrard, Carmen Pomiès, Thérèse Micault, Thérèse Brulé, Jeanne Brulé, Frédérique Kussel, Jeanne Janiaud, Cécile Maugars, Lucie Bréard) med tiden 2:23,2 min, Paris
- 30 oktober – England sätter första världsrekordet i stafettlöpning 4 x 220 yards/200 meter damer (med Agnes Garton, Alice Cast, Daisy Wright och Mary Lines) med tiden 1:53,0 min, Paris

## Bildade föreningar och klubbar
- 21 mars - Högadals IS[18]
- 25 mars - Råå IF[18]
- 27 mars - Alfredshems IK.
- 31 oktober - Fédération Sportive Féminine Internationale grundas, Paris, första internationella damidrottsförbund för friidrott
- Okänt datum – Frösö IF
- Okänt datum – Skellefteå AIK

### Fotnoter
1. ↑  Erik Jonsson (6 mars 1921). ”1920–1929”. Svenska Bandyförbundet. Arkiverad från originalet den 16 februari 2015. https://web.archive.org/web/20150216045601/http://www.svenskbandy.se/BANDYFINALEN/HISTORIK/Svenskamastare/Herrar/1920-1929/. Läst 1 september 2011.
2. ↑  ”Charlton's Baseball Chronology - 1921” (på engelska). Charlton's Baseball Chronology. Arkiverad från originalet den 21 september 2015. https://web.archive.org/web/20150921061143/http://www.baseballlibrary.com/chronology/byyear.php?year=1921. Läst 16 juli 2015.
3. ↑  ”1921 World Series” (på engelska). Baseball-Reference.com. http://www.baseball-reference.com/postseason/1921_WS.shtml. Läst 16 juli 2015.
4. ↑  The Shell Book of Firsts, 1983. p. 149
5. ↑  ”England FA Challenge Cup 1920-1921” (på engelska). RSSSF. http://www.rsssf.com/tablese/engcup1921.html. Läst 19 augusti 2012.
6. ↑  Jimmy Lindahl (17 augusti 2000). ”Svenska mästare i fotboll 1896–1925”. Bolletinen. http://www.bolletinen.se/sfs/allsvenskan/sm1896.pdf. Läst 10 oktober 2011.
7. ↑  ”South American Championship 1920” (på engelska). RSSSF. http://www.rsssf.com/tables/20safull.html. Läst 16 augusti 2011.
8. ↑  ”Portugal - International Results” (på engelska). RSSSF. http://www.rsssf.com/tablesp/port-intres.html. Läst 20 augusti 2011.
9. ↑  ”Boston Marathon”. Arkiverad från originalet den 27 april 2015. https://web.archive.org/web/20150427035419/http://www.baa.org/races/boston-marathon/boston-marathon-history/past-champions/past-mens-open-champions.aspx. Läst 9 april 2011.
10. ↑  ”Svensk ishockey år för år”. Svenska Ishockeyförbundet. https://www.swehockey.se/globalassets/svenska-ishockeyforbundet/historik/ar_for_ar.pdf. Läst 15 mars 2020.
11. ↑  ”Visste du att?”. Svenska ishockeyförbundet. https://www.swehockey.se/globalassets/svenska-ishockeyforbundet/historik/visste-du-att.pdf. Läst 2 april 2016.
12. ↑  ”Championnats d'Europe 1921” (på franska). Hockey Archives. 23 februari 1921. https://www.hockeyarchives.info/Euro1921.htm. Läst 15 augusti 2011.
13. ↑  Koelliker, Donald W., "Ortgies: A Well-Known but Little Studied German Armsmaker of the Early Post-War Years," Gun Collector's Digest 1981, läst 19 april 2010
14. ↑  ”Davis Cup”. http://www.daviscup.com/en/results/tie/details.aspx?tieId=10000719. Läst 20 augusti 2011.
15. ↑  ”Davis Cup”. http://www.daviscup.com/en/results/tie/details.aspx?tieId=10004598. Läst 20 augusti 2011.
16. ↑  http://www.scottishfa.co.uk/football_player_profile.cfm?page=823&playerID=112866&CFID=449150&CFTOKEN=69345798
17. ↑  Progression of outdoor world records (Women) Arkiverad 3 januari 2023 hämtat från the Wayback Machine., Sport-Record.de (läst 18 augusti 2022)
18. 1 2  Martin Alsiö (17 augusti 2004). ”De allsvenska klubbarnas födelsedagar”. Bolletinen. http://www.bolletinen.se/sfs/allsvenskan/grundades.pdf. Läst 18 februari 2015.